# Paolo Ravaglia
Paolo Ravaglia (* 7. August 1959 in Lugo) ist ein italienischer Klarinettist.

## Leben
Paolo Ravaglia studierte am Conservatorio di S. Cecilia in Rom Klarinette, Jazz und elektronische Musik. Er ist Präsident der Gesellschaft Nuova Consonanza und seit 1990 Mitglied der Gruppe Alter Ego, die sich der Aufführung zeitgenössischer Werke widmet. Seit 1988 tritt er im Duo mit Monica Lonero auf, seit 1993 arbeitet er mit dem Klarinettisten und Komponisten William O. Smith zusammen, mit dem er zeitgenössische Musik und Jazz aufführt. 
Er unternahm Tourneen durch Europa, Afrika, Asien, Lateinamerika und die USA, trat in Rundfunk- und Fernsehsendungen auf und spielte zahlreiche Alben ein. Als Spezialist für experimentelle Musik arbeitete er mit Gruppen und Musikern wie Pan Sonic, Matmos, Djivan Gasparian, Frankie Hi-NRG MC, Philip Glass, John De Leo, D:Fuse, DJ Scanner und Gavin Bryars zusammen.
Er trat als Bühnenmusiker bei zeitgenössischen Tanz- und Theaterstücken auf und komponierte u. a. die Musik zu Private von Saverio Constante, dem Gewinner des Goldenen Leoparden beim Filmfestival von Locarno 2004.
Ravaglia ist Dozent für Klarinette am Conservatorio Giovanni Battista Martini  in Bologna. Daneben hält er auch Seminare in ganz Europa und den USA.

## Werke
- AlterEgo: Chamber Works, 1992
- AlterEgo: Chamber Works 2, 1993
- Dall'Ongaro: Jeckyll-Coro, 1995
- Duo Ravaglia-Lonero: Chamber Works, 1997
- AlterEgo: Salvatore Sciarrino Chamber Works, 1999
- Smith-Ravaglia: Quintet-Quartet, 1999
- AlterEgo: Francesco Pennisi Chamber Works, 1999
- Day Dreams mit Beppe Barbera, Paolo Franciscone, 1999
- Live in Rome mit Bill Smith und dem Eclettico Ensemble, 2000
- Digital Crossings mit William O. Smith und Alvin Curran, 2000
- Luigi Ceccarelli: Tre Soli di Danza, 2001
- Clarinet Fakebook mit William O. Smith und Alvin Curran, 2001
- AlterEgo: Philip Glass, 2001
- AlterEgo: Frederic Rzewski, 2002
- AlterEgo Philip Glass - 600 Lines, 2002
- AlterEgo: Salvatore Sciarrino, 2003
- AlterEgo: Salvatore Sciarrino Chamber Works 2, 2004
- AlterEgo: Toshio Hosokawa Chamber Works, 2005
- AlterEgo: Private - Movie Soundtrack, 2005
- AlterEgo-Gavin Bryars-Sinking of the Titanic, 2006
- Duo Ravaglia-Lonero: Afro American Ebony, 2007
- AlterEgo: Matmos-Scelsi Project, 2007
- AlterEgo: Alvin Lucier, 2016